# Hubert Weber (Jurist)
Hubert Weber (* 1939 in Wien) ist ein österreichischer Verwaltungsjurist. Er war von 2005 bis 2008 Präsident des Europäischen Rechnungshofes.

## Leben und Beruf
Hubert Weber studierte Rechtswissenschaften an der Universität Wien. Von 1959 bis 1970 war er zunächst tätig in der Arbeitsmarktverwaltung und später als stellvertretender Direktor im österreichischen Sozialministerium.
Von 1970 bis 1975 war er als Rechnungsprüfer im österreichischen Rechnungshof mit Prüfungstätigkeiten im Bereich Bundeskanzleramt, Außen- und Justizministerium befasst. Ab 1971 zusätzlich Heranziehung zu Vorhaben des Generalsekretariats der INTOSAI, der Internationalen Organisation der Obersten Rechnungskontrollbehörden.
War er von 1975 bis 1980 zunächst Leiter des Kabinetts des Präsidenten des österreichischen Rechnungshofes, war er später Leiter der für das Generalsekretariat der INTOSAI zuständigen Organisationseinheit. Von 1981 bis 1989 Leiter der Personal- und Schulungsabteilung.
Von 1990 bis 1995 Sektionschef für die Kontrolle der öffentlichen Unternehmungen zuständig für internationale Angelegenheiten im Bereich der INTOSAI und ihrer Arbeitsgruppen (AFROSAI, ARABOSAI, ASOSAI, CAROSAI, EUROSAI, OLACEFS und SPASAI) sowie für die Mitarbeit bei Vorhaben der Vereinten Nationen im Bereich der Finanzkontrolle.
Seit 1. März 1995 Mitglied des Europäischen Rechnungshofes. Bis 8. März 2000 verantwortlich für die Abteilung ADAR (Entwicklung der Rechnungsprüfung und Erstellung der Berichte) und Doyen der Gruppe ADAR. Vom 9. März 2000 bis 30. April 2004 Doyen der Prüfungsgruppe III verantwortlich für die Prüfung des Haushaltsbereichs des Gesamthaushaltsplans der EU Zusammenarbeit mit Entwicklungsländern und Drittländern.
Vom 1. Mai 2004 bis 15. Jänner 2005 war er Doyen der Prüfungsgruppe III Externe Politikbereiche. Vom 16. Januar 2005 bis 15. Januar 2008 war er Präsident des Europäischen Rechnungshofes. Anschließend wurde er Doyen der Prüfungsgruppe I „Bewahrung und Bewirtschaftung der natürlichen Ressourcen“.

## Auszeichnungen
- 2001: Großes Silbernes Ehrenzeichen mit dem Stern für Verdienste um die Republik Österreich[1]